# Jordan Patrick Smith
Jordan Patrick Smith (Fife, Escocia; 18 de junio de 1989) es un actor escocés-australiano, conocido por haber interpretado a Andrew Robinson en la serie australiana Neighbours y por su papel como Ubbe en la serie de History Channel, Vikings.

## Biografía
Patrick nació en Fife, Escocia y junto con su familia se mudó a Australia en 2003, luego de que se tomaran unas vacaciones ahí en 2001 y se enamoraran del país. Antes de comenzar a actuar, Jordan trabajó como obrero.
Es buen amigo del actor Christopher Milligan.

## Carrera
En el 2006 apareció en un episodio de la serie Mortified. 
En el 2008, interpretó a Heinrich en la película de horror The Ruins; protagonizada por Shawn Ashmore, Laura Ramsey y Jena Malone. También apareció en la serie australiana Home and Away donde interpretó a Damo Nicholls, un amigo de Xavier Austin.
En el 2009, obtuvo su primer papel importante en televisión cuando se incorporó al reparto de la exitosa serie australiana Neighbours donde interpretó al joven Andrew Robinson, el hijo prodigio de Paul Robinson y Christina Alessi, hasta el 29 de marzo de 2013. Jordan estuvo cerca de no obtener el puesto ya que fue hospitalizado una semana; durante la que recibió la llamada telefónica que le confírmó el papel de Andrew.
Debido a su acento escocés Smith dijo que los escritores de la serie tuvieron que cambiar parte de la historia de su personaje, quien inicialmente iba a regresar a la calle Ramsay después de haber sido criado por su madre en Brasil.
Ese mismo año, apareció como invitado en el primer episodio de la tercera temporada de la serie familiar H2O: Just Add Water, interpretando a un surfista.
En el 2016, se unió al elenco de la cuarta temporada de la popular serie Vikings donde interpreta a Ubbe, el hijo de Ragnar Lothbrok y Aslaug. Anteriormente ese personaje había sido interpretado por el joven Cormac Melia y por Luke Shanahan.

## Filmografía

### Series de televisión
| Año         | Serie               | Personaje        | Notas                    |
| ----------- | ------------------- | ---------------- | ------------------------ |
| 2020        | Lovecraft Country   | William          | 10 episodios             |
| 2016 - 2020 | Vikings             | Ubbe             | 21 episodios             |
| 2015        | Banished            | Soldado Mulroney | 5 episodios              |
| 2009 - 2013 | Neighbours          | Andrew Robinson  | 695 episodios            |
| 2009        | H2O: Just Add Water | Surfista         | episodio "The Awakening" |
| 2008        | Home and Away       | Damo Nicholls    | 2 episodios              |
| 2006        | Mortified           | Acosador         | episodio "The Talk"      |

### Películas
| Año  | Título    | Personaje | Notas |
| ---- | --------- | --------- | --- |
| 2014 | Unbroken  | Cliff     | junto a Jack O'Connell, Domhnall Gleeson, Garrett Hedlund, Miyavi, Finn Wittrock, Jai Courtney y Luke Treadaway |
| 2008 | The Ruins | Heinrich  | - |